# Diócesis de Tiberíades
La Diócesis de Tiberíades fue un importante obispado católico latino en el estado cruzado del Principado de Galilea, un importante vasallo directo del  Reino latino de Jerusalén, con sede en Tiberíades, después de lo cual el principado también se conocía como Principado de Tiberíades o Tiberiad. Ahora es una sede titular.

## Contexto cruzado

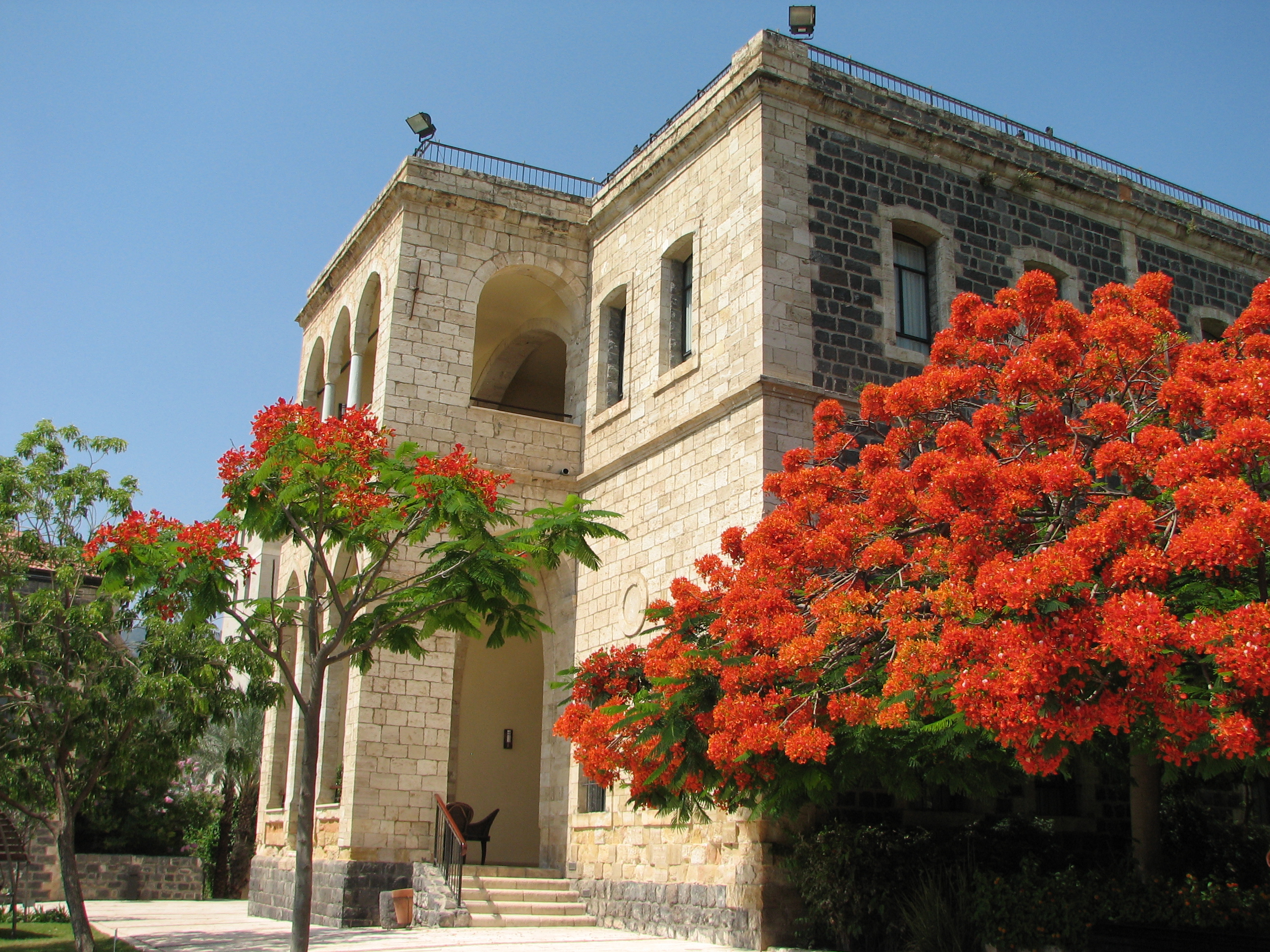
Edificio histórico restaurado en Tiberíades

Durante la Primera Cruzada, Tiberíades fue ocupada por los francos poco después de la captura de Jerusalén.
La ciudad fue entregada en feudo a Tancredo, quien la convirtió en su capital del Principado de Galilea en el Reino de Jerusalén; la región a veces se llamaba el Principado de Tiberíades, o Tiberiad.
En 1099, se abandonó el sitio original de la ciudad y el asentamiento se desplazó hacia el norte hasta la ubicación actual. La Iglesia de San Pedro, originalmente construida por los cruzados, sigue en pie hoy en día, aunque el edificio ha sido modificado y reconstruido a lo largo de los años.

## Historia
La ciudad de Tiberíades en Galilea era lo suficientemente importante en la provincia romana de Palestina Secunda como para convertirse en sufragánea del arzobispo metropolitano de su capital, Escitópolis.
Cuando los cruzados triunfantes organizaron su Reino latino de Jerusalén, Tiberíades se convirtió en sede latina sufragánea de su nuevo arzobispado latino de Nazaret, que reemplazó a Escitópolis como sede metropolitana.
La reconquista musulmana del Levante condenó al obispado.

### Titulares de la sede
La diócesis continuó nominalmente como obispado titular .
Está vacante desde hace décadas, habiendo tenido los siguientes titulares del rango (episcopal) más bajo: 
- Pietro Corsari (1397 – ?)
- João Manuel, Carmelites (O. Carm.) (1442.04.18 – 1444.07.20)
- Reginaldo Romero, Dominican Order (O.P.) (1488.03.17 – 1507)
- Pietro Giovanni de Melis (1517.04.20 – ?)
- Giovanni Vitellio, Theatines (C.R.) (1592.03.04 – 1594)
- Luis Cerqueira, Jesuits (S.J.) (1593.01.29 – 1598.02.18)
- Johann Anton Tritt von Wilderen (1619.09.09 – 1639.02.08)
- Clemente Confetto (1623.01.09 – 1630.01.08)
- Sigismund Graf Miutini von Spilenberg (1648.03.30 – 1653)
- Armand Gaston Maximilien de Rohan de Soubise  (1701.04.18 – 1704.04.09)(más adelante Cardenal*)
- Aleksandras Mikalojus Gorainis (Aleksander Mikołaj Horain) (1704.09.15 – 1711.12.23)
- Archbishop Daniel Joseph Mayer (1712.03.16 – 1732.05.07)
- Johann Moritz von Strachwitz (1761.04.06 – 1781.01.28)
- Erasmus Dionys Krieger (1781.09.17 – 1792.12.27)
- Leopold Maximilian Graf von Firmian (Frimian) (1797.07.24 – 1800.11.23) (más adelante Arzobispo)
- Francesco Maria Paolucci Mancinelli (1801.09.28 – 1808.01.11)
- Karol Perényl (1808.07.11 – 1819.03.15)
- Richard Kornelius Dammers (1824.05.03 – 1842.05.23)
- Rodolpho von Thysebaert (1842.05.23 – 1868.05.12)
- Alessandro Valsecchi (1869.06.25 – 1879.05.06)
- Martin Marty, Benedictine Order (O.S.B.) (1879.08.11 – 1889.11.12)
- Giuseppe Ceppetelli (1890.06.23 – 1899.07.24) (más adelante  Titular del Patriarcado latino de Constantinopla )
- Luigi Spandre (1899.09.03 – 1909.06.12)
- Bernardino Shlaku, Friars Minor (O.F.M.) (1910.01.08 – 1911.01.31)
- Charles Maurice Graham (1911.03.16 – 1912.09.02)
- Giacomo Sinibaldi (1913.05.15 – 1928.08.19)
- Paolino Ladeuze (1928.10.21 – 1940.01.29)
- Egidio Luigi Lanzo, Capuchin Franciscans (O.F.M. Cap.) (1940.08.09 – 1943.01.22)
- Giuseppe Della Cioppa (1943.07.17 – 1947.12.02)
- Raffaele Macario (1948.06.21 – 1966.11.29)